# Тростничок
Тростничо́к, или Арундинелла (лат. Arundinélla; диминутив от Arundo — тростник), — род травянистых растений семейства Злаки (Poaceae), распространённый в тропических и субтропических регионах, преимущественно в Азии.

## Ботаническое описание
Многолетние или однолетние травянистые растения, 30—120 см высотой. Подземные побеги короткоползучие; надземные побеги с катафиллами у основания. Стебли преимущественно прямостоячие, с расставленными узлами. Листья линейные, 2—12 (14) мм шириной; влагалища расщеплённые до основания; язычки перепончатые.
Соцветие конечное, густое, реже раскидистое. Колоски обычно парные, на неодинаковой длины ножках, 1—2-цветковые, верхний обоеполый, нижний тычиночный. Колосковых чешуй 2—3: нижняя короткая, тупая, вторая длиннее, заострённая или с остью, третья тупая, нередко прикрывает тычиночный цветок. Цветковые чешуи тупые, без остей или нижняя иногда с остью. Тычинок 3. Рыльца перистые. Хромосомы мелкие, x=7.

## Виды
Род включает около 60 видов:
- Arundinella anomala Steud. — Тростничок уклоняющийся
- Arundinella barbinodis Keng f. ex B.S.Sun & Z.H.Hu
- Arundinella bengalensis (Spreng.) Druce
- Arundinella berteroniana (Schult.) Hitchc. & Chase
- Arundinella blephariphylla (Trimen) Trimen ex Hook.f.
- Arundinella cannanorica V.J.Nair, Sreek. & N.C.Nair
- Arundinella chassanica Tzvelev & Prob. — Тростничок хасанский
- Arundinella ciliata Nees ex Miq.
- Arundinella cochinchinensis Keng
- Arundinella dagana Noltie
- Arundinella decempedalis (Kuntze) Janowski
- Arundinella deppeana Nees
- Arundinella filiformis Janowski
- Arundinella flavida Keng
- Arundinella fluviatilis Hand.-Mazz.
- Arundinella furva Chase
- Arundinella fuscata Nees ex Buse
- Arundinella grandiflora Hack.
- Arundinella grevillensis B.K.Simon
- Arundinella hirta (Thunb.) Tanaka — Тростничок жёстковолосистый
- Arundinella hispida (Kunth ex Willd.) Kuntze
- Arundinella holcoides (Kunth) Trin.
- Arundinella hookeri Munro ex Keng
- Arundinella intricata Hughes
- Arundinella kerrii Teerawat. & Sungkaew
- Arundinella khaseana Nees ex Steud.
- Arundinella kokutensis Teerawat. & Sungkaew
- Arundinella laxiflora Hook.f.
- Arundinella leptochloa (Nees ex Steud.) Hook.f.
- Arundinella longispicata B.S.Sun
- Arundinella mesophylla Nees ex Steud.
- Arundinella metzii Hochst. ex Miq.
- Arundinella montana S.T.Blake
- Arundinella mukurthiana Murug. & Anusuba
- Arundinella muthikulamensis Sunil, K.M.P.Kumar & V.P.Thomas
- Arundinella nepalensis Trin.
- Arundinella nervosa (Roxb.) Nees ex Hook. & Arn.
- Arundinella nodosa B.S.Sun & Z.H.Hu
- Arundinella parviflora B.S.Sun & Z.H.Hu
- Arundinella pradeepiana Sunil & Naveen Kum.
- Arundinella pumila (Hochst. ex A.Rich.) Steud.
- Arundinella purpurea Hochst. ex Steud.
- Arundinella rossica Prob. — Тростничок российский
- Arundinella rupestris A.Camus
- Arundinella setosa Trin.
- Arundinella spicata Dalzell
- Arundinella stenostachya H.Peng & L.Q.Jiang
- Arundinella taiwanica Veldkamp
- Arundinella tengchongensis (B.S.Sun & Z.H.Hu ex S.L.Chen) L.Q.Jiang & H.Peng
- Arundinella thirunelliensis Sunil, Ratheesh & Sivad.
- Arundinella thwaitesii Hook.f.
- Arundinella tricholepis B.S.Sun & Z.H.Hu
- Arundinella tuberculata Munro ex Lisboa
- Arundinella vaginata Bor
- Arundinella villosa Arn. ex Steud.
- Arundinella yunnanensis Keng f. ex B.S.Sun & Z.H.Hu